# Onthophagus gravis
Onthophagus gravis är en skalbaggsart som beskrevs av Walker 1858. Onthophagus gravis ingår i släktet Onthophagus och familjen bladhorningar. Inga underarter finns listade i Catalogue of Life.